# فرودگاه آروشا
فرودگاه آروشا (به انگلیسی: Arusha Airport) یک فرودگاه همگانی با کد یاتا ARK است که یک باند فرود آسفالت دارد و طول باند آن ۱۶۳۹ متر است. این فرودگاه در شهر آروشا کشور تانزانیا قرار دارد و در ارتفاع ۱۳۸۷ متری از سطح دریا واقع شده‌است.